# Amélie
Amélie är soundtracket till den fransk-tyska långfilmen Amelie från Montmartre (2001) av den franska regissören Jean-Pierre Jeunet. Han beställde filmmusiken av Tiersen efter att ha hört några verk som imponerade honom. Soundtracket innehåller både kompositioner från Tiersens första tre album, men även nya låtar, vars varianter finns på hans fjärde album L'Absente (2001), som han komponerade samtidigt.
Jämte dragspelet och pianot innehåller musiken delar som spelas med cembalo, banjo, basgitarr, vibrafon och till och med ett cykelhjul i slutet av "La Dispute" (som spelas vid filmens öppningsscen). Innan Jeunet valde Tiersen hade han den brittiska kompositören Michael Nyman som alternativ.

## Låtlista
Alla låtar är komponerade av Yann Tiersen, om inget annat anges.
| 1.  | J'y suis jamais allé                  |                 |               |           | 1:34 |
| 2.  | Les Jours tristes (instrumental)      | Tiersen, Hannon |               |           | 3:03 |
| 3.  | La Valse d'Amélie (originalversion)   |                 |               |           | 2:15 |
| 4.  | Comptine d'un autre été: L'Après-Midi |                 |               |           | 2:20 |
| 5.  | La Noyée                              |                 |               |           | 2:03 |
| 6.  | L'Autre Valse d'Amélie                |                 |               |           | 1:33 |
| 7.  | Guilty                                | Kahn            | Whiting, Akst | Al Bowlly | 3:13 |
| 8.  | À quai                                |                 |               |           | 3:32 |
| 9.  | Le Moulin                             |                 |               |           | 4:27 |
| 10. | Pas si simple                         |                 |               |           | 1:52 |
| 11. | La Valse d'Amélie (orkesterversion)   |                 |               |           | 2:00 |
| 12. | La Valse des vieux os                 |                 |               |           | 2:20 |
| 13. | La Dispute                            |                 |               |           | 4:15 |
| 14. | Si tu n'étais pas là                  | Claret, Bayle   |               | Fréhel    | 3:29 |
| 15. | Soir de fête                          |                 |               |           | 2:55 |
| 16. | La Redécouverte                       |                 |               |           | 1:13 |
| 17. | Sur le fil                            |                 |               |           | 4:23 |
| 18. | Le Banquet                            |                 |               |           | 1:31 |
| 19. | La Valse d'Amélie (pianoversion)      |                 |               |           | 2:38 |
| 20. | La Valse des monstres                 |                 |               |           | 3:39 |

| 21. | L'Autre Valse d'Amélie (stråkkvartett- och pianoversion) | 1:43 |
| 22. | Les Deux Pianos                                          | 2:00 |
| 23. | Comptine d'un autre été: La Démarche                     | 2:03 |
| 24. | La Maison                                                | 2:03 |

## Medverkande
| Musiker - Yann Tiersen – piano, klockspel, banjo, mandolin, gitarr, cembalo, vibrafon, dragspel, basgitarr, melodika - Ensemble Orchestral Synaxis – orkester i "Les Jours tristes" och "À quai" - Christine Ott – ondes Martenot i "À quai" - Christian Quermalet – trummor i "Les Jours tristes" | Producenter - Uwe Teichert – mastering - Fabrice Laureau – mixa - Marc Bruckert – illustration - Laurent Lufroy – filmaffisch |

## Certifikat
| Land   | Certifikat      | Sålda exemplar |
| ------ | --------------- | -------------- |
| Kanada | 1x platinaskiva | 100 000        |